# Otto Carl Köcher
Otto Köcher (* 15. Januar 1884 in Sankt Ludwig, Reichsland Elsaß-Lothringen; † 27. Dezember 1945 in Ludwigsburg) war ein deutscher Diplomat.

## Leben
Als Sohn einer Schweizerin wuchs Köcher in Basel auf. Er begann an der Rheinischen Friedrich-Wilhelms-Universität Rechtswissenschaft zu studieren und wurde 1902 im Corps Saxonia Bonn aktiv. Als Inaktiver wechselte er an die Albert-Ludwigs-Universität Freiburg und die Friedrich-Wilhelms-Universität zu Berlin. 1906 wurde er zum Dr. iur. promoviert.
Seit dem 31. März 1912 war er in Diensten des Auswärtigen Amtes. 1913/14 war er Vizekonsul in Neapel. Während des Ersten Weltkrieges war er Reserveoffizier (Rittmeister) beim Heer, jedoch betraut mit diplomatisch-militärischen Missionen. Nach Ende des Krieges war Köcher Vizekonsul im deutschen Konsulat in St. Gallen; 1918 wechselte er an die Gesandtschaft nach Bern. Er war Gesandtschaftsrat, später erster Stellvertreter des Gesandten Adolf Gustav Müller. 1923 erfolgte die Ernennung zum Legationsrat I. Klasse und die Berufung in das Berliner Auswärtige Amt. Er war 1924–1930 in der Gesandtschaft in Mexiko tätig, anschließend Vortragender Legationsrat im AA. 1933–1937 war er Generalkonsul in Barcelona.
Vom 30. April 1937 wurde Köcher Nachfolger von Ernst Freiherr von Weizsäcker und Gesandter des Deutschen Reiches in Bern für die Schweiz (und das Fürstentum Liechtenstein). Er verließ am 30. April 1945 den Posten, musste am 12. Mai 1945 die Gesandtschaft in Bern räumen und wurde bei Grenzübertritt am 31. Juli 1945 durch die amerikanische Besatzungsmacht aufgrund seiner nationalsozialistischen Grundeinstellung festgenommen. Zudem wurde ihm vorgeworfen, Goldbestände der deutschen Gesandtschaft bei Kriegsende beiseite geschafft zu haben. In einem Gefangenenlager in Ludwigsburg interniert, ging er am 27. Dezember 1945 in den Freitod.
Die Person Köcher war während der Zeit des Nationalsozialismus in der Schweiz umstritten; er war zum 1. Oktober 1934 der NSDAP beigetreten (Mitgliedsnummer 2.871.405). Als der Schweiz nahestehender Diplomat war er einerseits in der Schweiz willkommen, andererseits unterhielt er als bekennender Nationalsozialist enge Kontakte zu dem Bundesrat Eduard von Steiger und anderen Schweizer Bürgern. Köcher war mit dem damaligen Aussenminister und Bundesrat Marcel Pilet-Golaz vertraut. Pilet-Golaz half Köcher dabei, einen im Juli 1940 von Köcher verursachten Autonfall zu verschweigen, in welchem Köcher einen Schweizer Bürger getötet hatte.
Bereits 1940 war er in diplomatischer Mission mit dem italienischen Gesandten Tamaro zusammengetroffen, um über eine Aufteilung der Schweiz zu verhandeln. 1941 beteiligte sich Köcher an einer Intrige von Korpskommandant Ulrich Wille junior, den amtierenden General Henri Guisan als Oberbefehlshaber der Schweizer Armee zu ersetzen.